# Idjiwi
Idjiwi (auch: Idjwi oder Idschwi) ist eine Insel im Kiwusee und gehört zur Demokratischen Republik Kongo (Provinz Südkivu).

## Topografie
Mit einer Länge von 40 km und einer Fläche von 285 km² ist sie die zweitgrößte Binneninsel in einem See in Afrika. Die zu Tansania gehörende Insel Ukerewe im nahegelegenen Victoriasee ist mit 530 km² allerdings wesentlich größer. Idjwi liegt ungefähr gleich weit von der Demokratischen Republik Kongo am Westufer und von Ruanda an der östlichen Seite des Sees entfernt. Dabei trennen etwa 10–15 km Wasserfläche die Insel vom jeweiligen Festland. Die Südspitze der Insel liegt jedoch nur einen Kilometer vom Staatsgebiet Ruandas entfernt, das sich südlich ein wenig um den See herum erstreckt. Die höchste Erhebung der Insel misst 2239 m, die größten Ortschaften sind Kiumba und Malambo im Norden sowie Kashofo im Süden. Das Fährschiff Nyamizi verbindet die Insel mit Bukavu und Goma.

## Geschichte
Die Insel gehörte zeitweise zu Deutsch-Ostafrika, kam aber schon vor dem Ersten Weltkrieg zu Belgisch-Kongo. Während des Krieges war sie das einzige belgische Kolonialgebiet, das kurzzeitig von der deutschen Schutztruppe besetzt war.

## Bevölkerung
Nach Schätzungen hatte Idjiwi 1983 etwa 50.000 Bewohner. Nach dem Völkermord in Ruanda kamen etwa 46.000 ruandische Flüchtlinge auf die Insel. Die Zahl der kongolesischen Bewohner Idjiwis hat sich nach Schätzungen aus dem Jahre 1996 ebenfalls deutlich auf 112.000 erhöht. Die Inselbevölkerung hat sich somit innerhalb von 13 Jahren verdreifacht. Die Bevölkerung lebt fast vollständig von Subsistenzwirtschaft, und Unterernährung ist – vor allem bei Kindern – verbreitet.